# Shinkansen Serie E2
El Shinkansen Serie E2 (E2系 E2-kei?) es un tipo de tren de alta velocidad japonés operado por la East Japan Railway Company (JR Este) en la línea Tōhoku desde 1997. Existen versiones 8 coches (usados en el Hokuriku Shinkansen) y de 10 coches (empleados en el Tōhoku Shinkansen). Los juegos de 10 coches se pueden acoplar a los juegos de la Serie E3 mediante acopladores retráctiles ocultos detrás de las puertas delanteras.
Operan a una velocidad máxima de 275 km/h (171 mph) en el Tohoku Shinkansen.
Se fabricaron un total de 502 vehículos (14 trenes "N" de 8 coches y 39 trenes "J" de 10 coches) entre 1997 y 2010, y las primeras bajas se iniciaron a finales de 2013.

## Operaciones

### Shinkansen de Tohoku
- Yamabiko
- Nasuno

### Operaciones pasadas

#### Shinkansen de Tohoku
- Hayate (1 de diciembre de 2002 - 16 de marzo de 2019)

#### Hokuriku Shinkansen
- Asama (1 de octubre de 1997 - 31 de marzo de 2017)[3]

#### Joetsu Shinkansen
- Asahi
- Toki
- Tanigawa

## Variantes
- Trenes "N" de 8 coches de la Serie E2
- Trenes "J" de 10 coches de la Serie E2'
- Trenes "J" de 10 coches de la serie E2-1000

## Trenes "N" de 8 coches

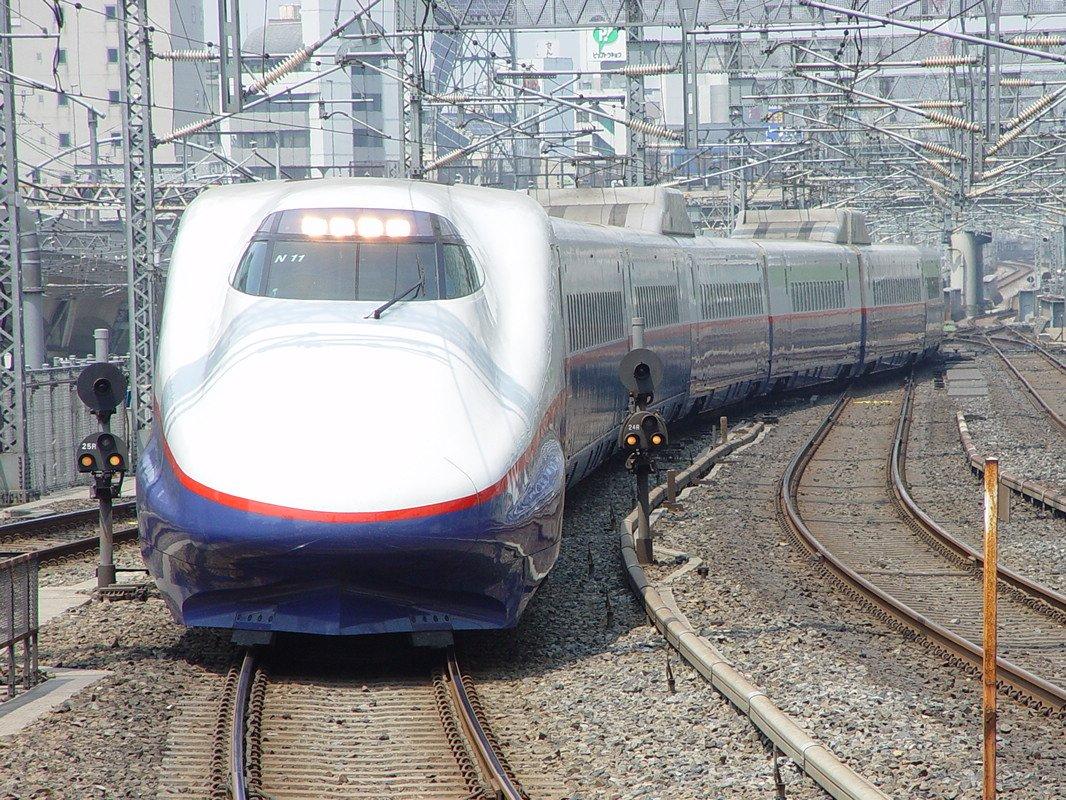
Tren N11 de 8 coches prestando un servicio Asama en junio de 2002

La flota de trece trenes "N" se construyó para los nuevos servicios "Asama" en el entonces recién construido Nagano Shinkansen (actual Hokuriku Shinkansen) desde el 1 de octubre de 1997, y se clasifican simplemente como "Serie E2". Las unidades N2 siguientes se entregaron desde marzo de 1997 hasta septiembre de 1997. Estas composiciones son compatibles tanto con el suministro eléctrico de 50 Hz utilizado por el JR Este como con el suministro de 60 Hz utilizado al oeste de Karuizawa en el Hokuriku Shinkansen, y están limitados a una velocidad máxima de 260 km/h (162 mph). El tren J1 del Tohoku Shinkansen se transfirió al Depósito de Nagano en octubre de 2002 y se volvió a numerar como tren N21.
La flota de trenes "N" se sometió a un programa de renovación para prolongar su vida útil a partir del año fiscal 2013.
La retirada de los trenes "N" de la Serie E2 comenzó en abril de 2014, con la baja de los juegos N4 y N12. Los conjuntos de la Serie E2 restantes se eliminaron de los servicios "Asama" del Hokuriku Shinkansen programados regularmente desde el 25 de diciembre de 2015, y el último recorrido de la Serie E2 en el servicio Asama tuvo lugar el 31 de marzo de 2017.

### Composición
| Coche No.            | 1    | 2        | 3    | 4        | 5        | 6        | 7    | 8    |
| -------------------- | ---- | -------- | ---- | -------- | -------- | -------- | ---- | ---- |
| Denominación         | T1c  | M2       | M1   | M2       | M1k      | M2       | M1s  | T2c  |
| Numeración           | E223 | E226-100 | E225 | E226-200 | E225-400 | E226-300 | E215 | E224 |
| Capacidad (asientos) | 55   | 100      | 85   | 100      | 75       | 100      | 51   | 64   |

Los coches 4 y 6 están equipados con pantógrafos tipo tijera PS205.

### Listado de la flota
En octubre de 2017, la flota era la siguiente:
| Número de tren | Fabricante    | Fecha entrega           | Retirada                 | Observaciones            |
| -------------- | ------------- | ----------------------- | ------------------------ | ------------------------ |
| N1             |               | 6 de junio de 1995      | 9 de julio de 2014       | Prototipo S6             |
| N2             | Kawasaki HI   | 25 de marzo de 1997     | 1 de septiembre de 2014  |                          |
| N3             | Hitachi       | 16 de abril de 1997     | 1 de diciembre de 2014   |                          |
| N4             | Kawasaki HI   | 25 de abril de 1997     | 23 de abril de 2014      |                          |
| N5             | Nippon Sharyo | 14 de mayo de 1997      | 1 de junio de 2017       |                          |
| N6             | Hitachi       | 29 de mayo de 1997      | 17 de junio de 2014      |                          |
| N7             | Nippon Sharyo | 13 de junio de 1997     | 25 de enero de 2016      |                          |
| N8             | Kawasaki HI   | 27 de junio de 1997     | 26 de mayo de 2014       |                          |
| N9             | Hitachi       | 11 de julio de 1997     | 26 de septiembre de 2014 |                          |
| N10            | Nippon Sharyo | 25 de julio de 1997     | 17 de febrero de 2016    |                          |
| N11            | Hitachi       | 8 de agosto de 1997     | 1 de agosto de 2014      |                          |
| N12            | Tokyu Car     | 25 de agosto de 1997    | 2 de abril de 2014       |                          |
| N13            | Kawasaki HI   | 5 de septiembre de 1997 | 11 de mayo de 2017       |                          |
| N21            | -             | 14 de abril de 1995     | 6 de enero de 2015       | Prototipo S7, después J1 |

## Trenes "J" Serie E2 de 10 coches

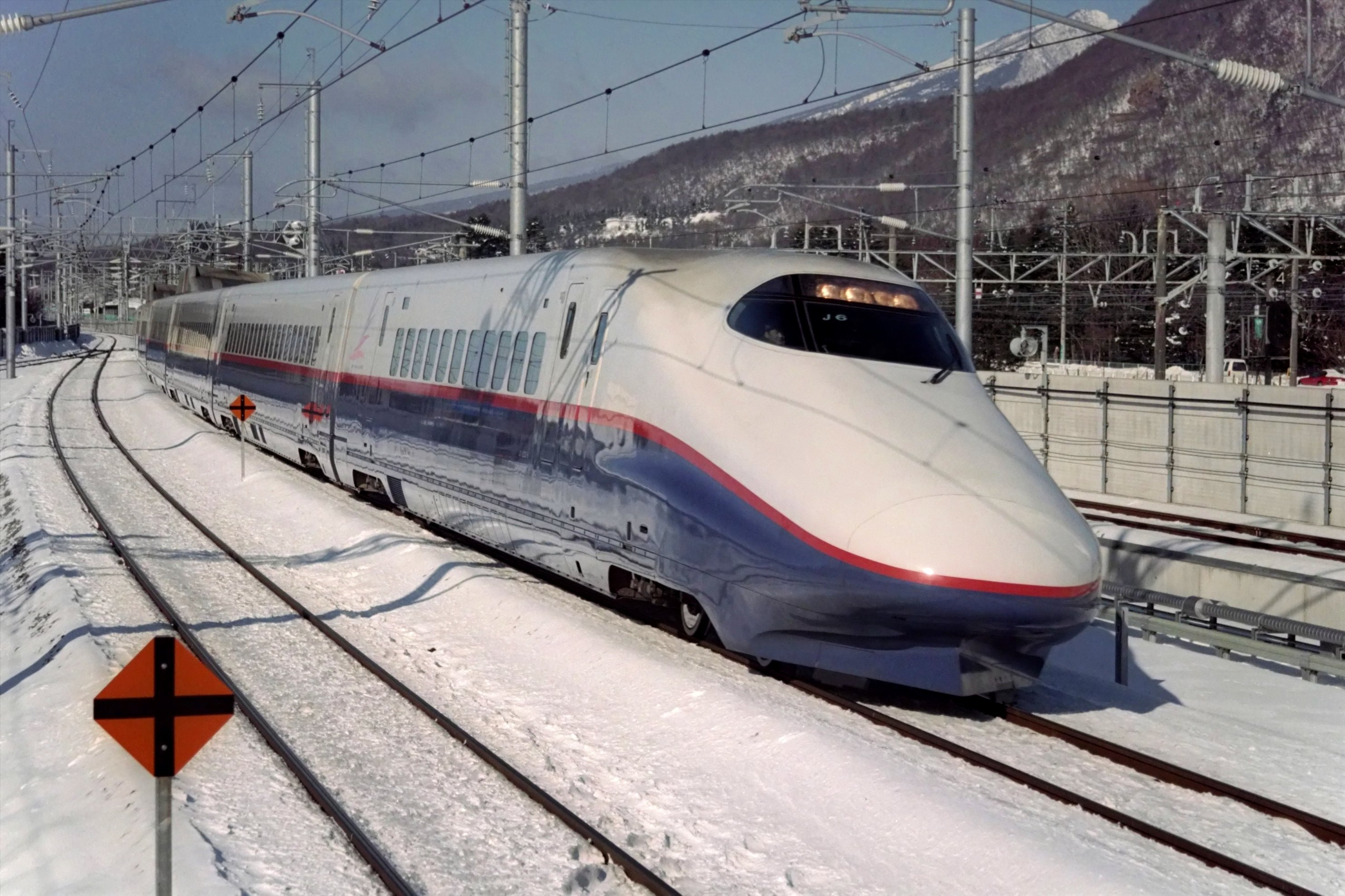
Tren J6 de 8 coches con librea original en un servicio Asama (febrero de 1998)

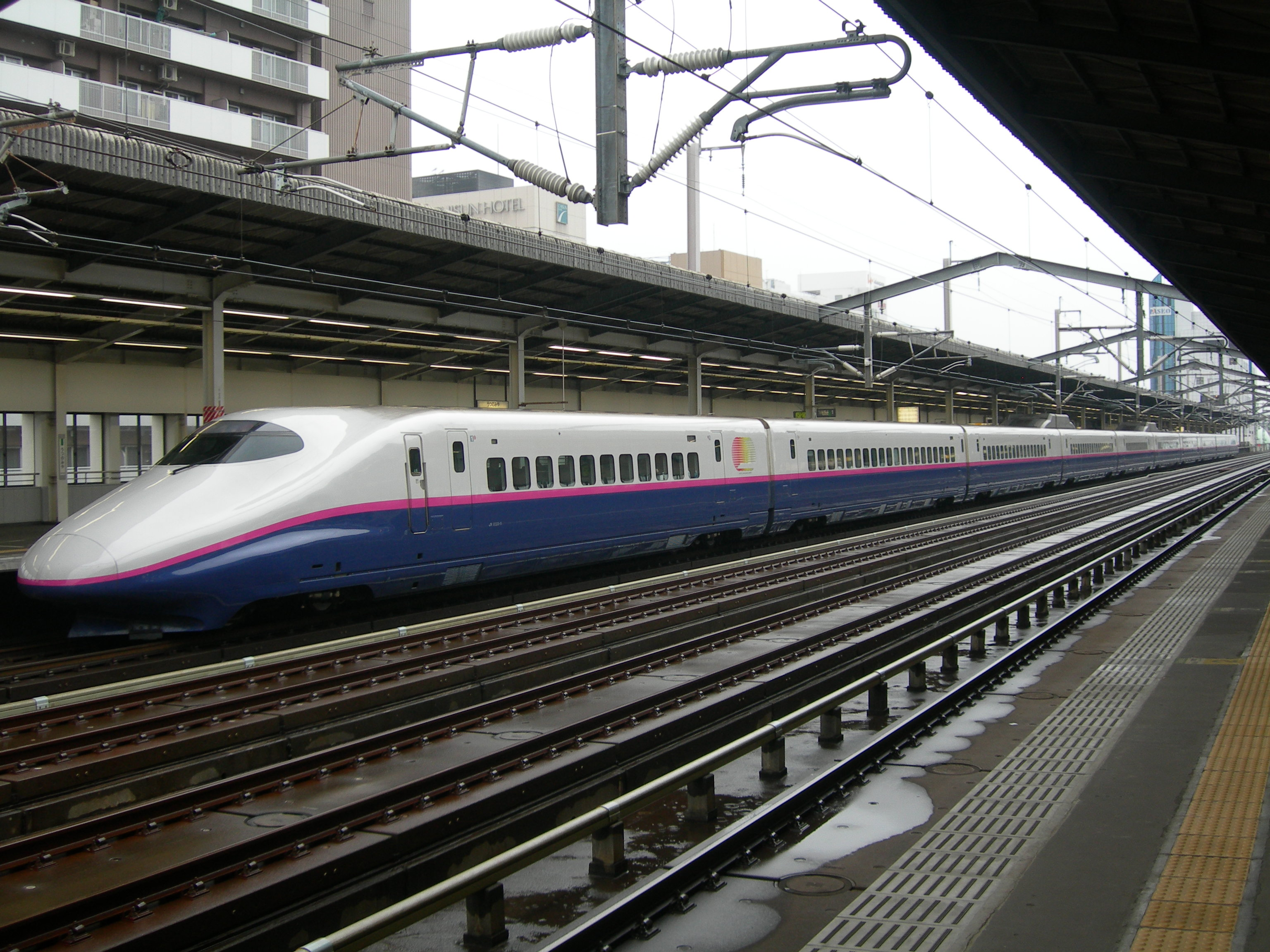
Tren J de 10 coches con librea revisada en septiembre de 2008

La flota inicial de seis trenes "J" se construyó como composiciones de ocho coches para el inicio de los nuevos servicios Akita Shinkansen a partir de marzo de 1997, y funcionó conjuntamente con las unidades de la Serie E3 del Akita Shinkansen en el servicio Yamabiko/Komachi del Tōhoku Shinkansen entre Tokio y Morioka. Estos trenes se clasificaron como E2', y estaban equipados con enganches retráctiles en la nariz del coche extremo del lado Morioka. Los trenes del J2 en adelante se entregaron entre diciembre de 1996 y marzo de 1997.
Al igual que las unidades N del Nagano Shinkansen, estos conjuntos son compatibles con fuentes de alimentación de 50 Hz y de 60 Hz (a 25 kV), y también se usaron en los servicios Asama del Nagano Shinkansen antes de que se dotaran de diez coches. Se entregaron otros cuatro trenes J en octubre/noviembre de 1998 para aumentar la flota y coincidir con la introducción de existencias de la serie E2 en cuatro servicios de ida y vuelta Asahi entre Tokio y Niigata en el Jōetsu Shinkansen desde el comienzo del calendario revisado en diciembre de 1998. A partir de septiembre de 2002, la flota de trenes J (excepto el J1) se incrementó de 8 a 10 coches con la adición de coches intermedios de nueva construcción para su uso en los servicios Hayate a Hachinohe a partir de diciembre de 2002. La franja roja en estos trenes alargados también se cambiaron a magenta, y el logotipo original se cambió al nuevo logotipo del Hayate.
La retirada de los trenes "J" de la Serie E2 comenzó en octubre de 2013, con la baja de los conjuntos J2 y J3. Los últimos trenes "J" originales restantes se retiraron antes del inicio del calendario revisado el 16 de marzo de 2019.

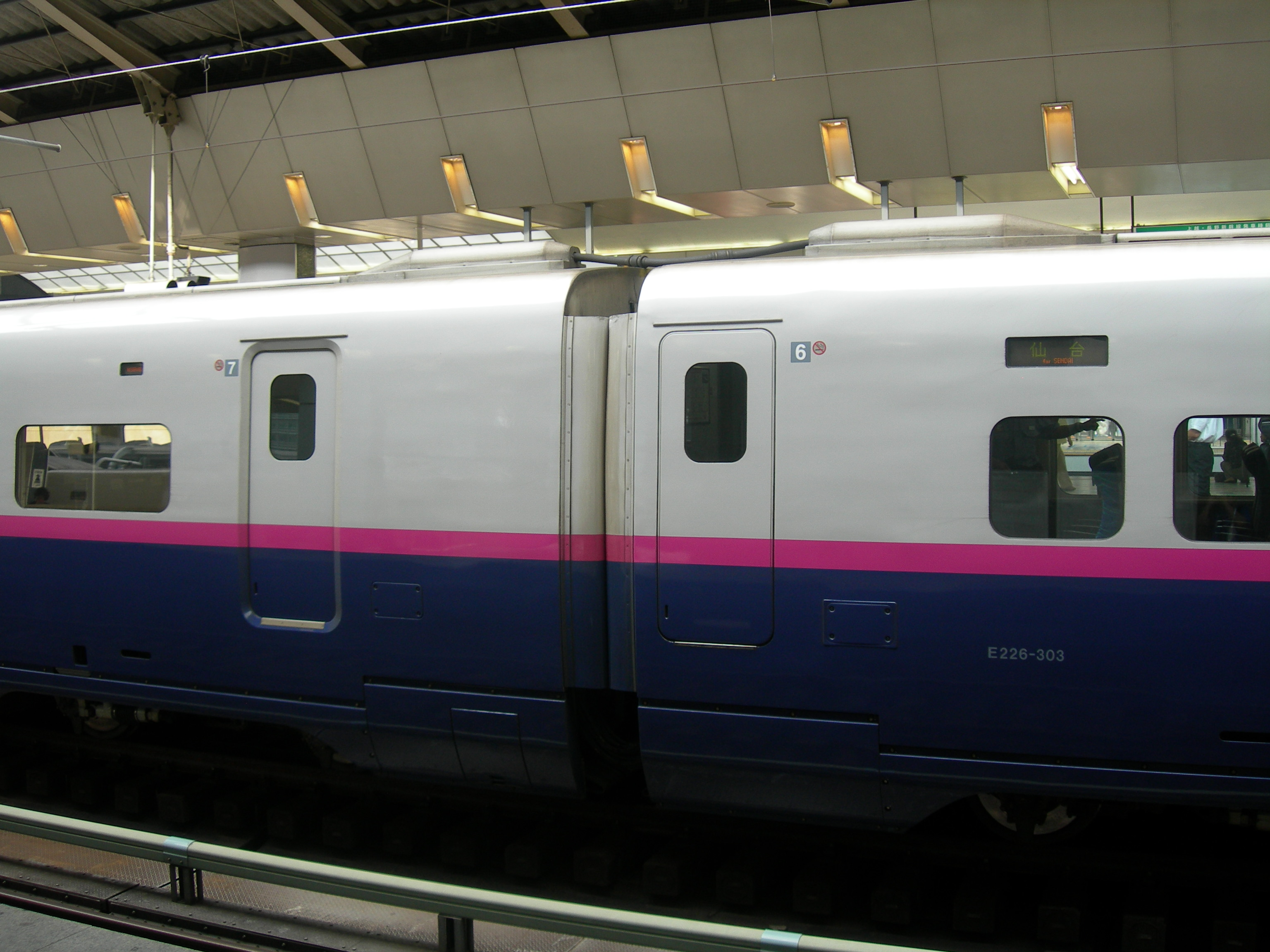
Vista que muestra el nuevo diseño del coche 7 (E225-100) junto al coche original 6 (E226-300) (julio de 2008)

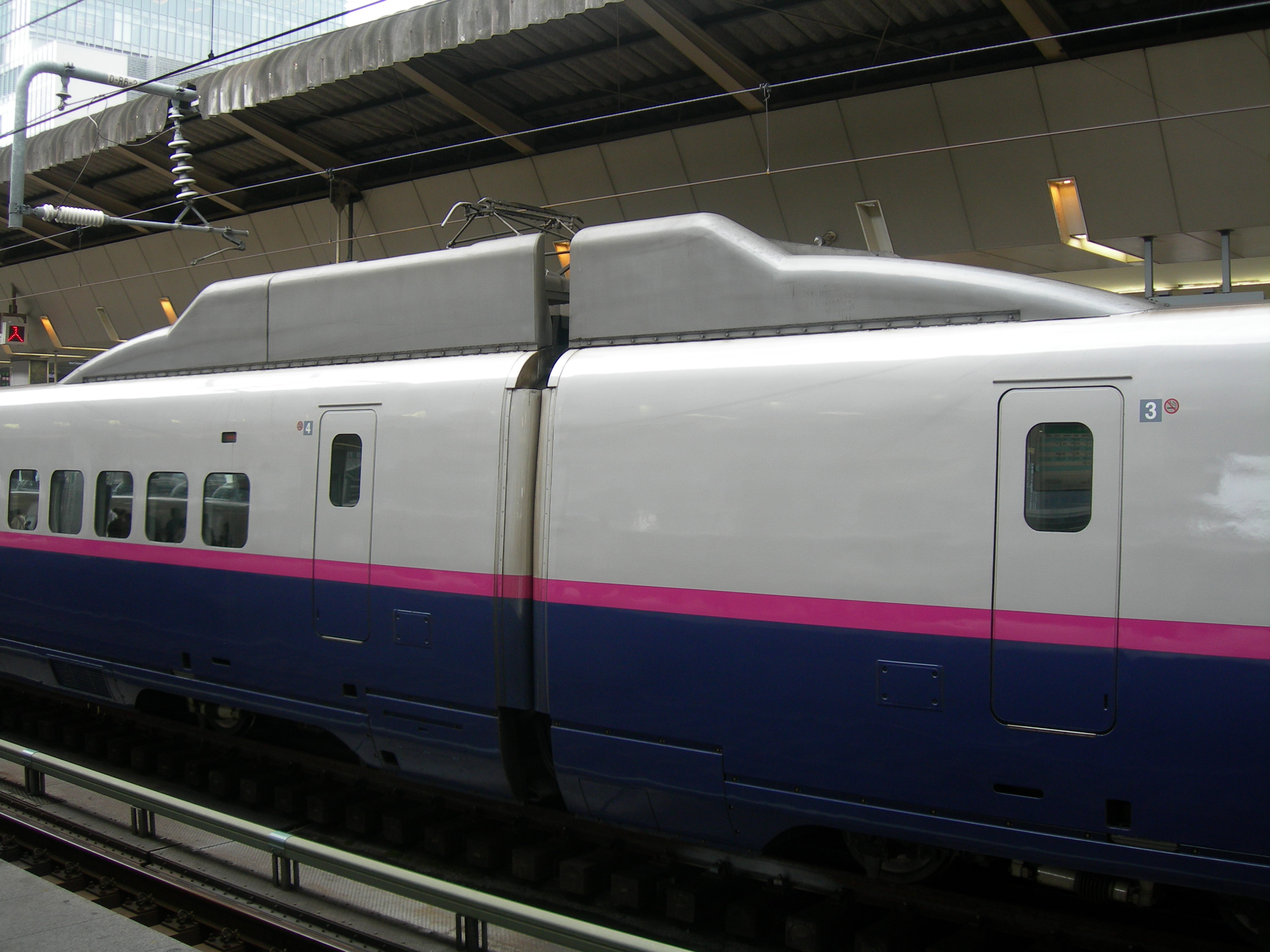
Instalación de pantógrafo en un tren J de la Serie E2 (julio de 2008)

### Composición
| Coche No.            | 1    | 2        | 3    | 4        | 5        | 6        | 7        | 8        | 9    | 10       |
| -------------------- | ---- | -------- | ---- | -------- | -------- | -------- | -------- | -------- | ---- | -------- |
| Denominación         | T1c  | M2       | M1   | M2       | M1k      | M2       | M1       | M2       | M1s  | T2c      |
| Numeración           | E223 | E226-100 | E225 | E226-200 | E225-400 | E226-300 | E225-100 | E226-400 | E215 | E224-100 |
| Capacidad (asientos) | 55   | 100      | 85   | 100      | 75       | 100      | 85       | 100      | 51   | 64       |

Los coches 4 y 6 están equipados con pantógrafos PS205 tipo tijera.

### Listado de la flota
| Número de tren | Fabricante    | Fecha entrega            | Alargado a 10 coches                              | Retirada               |
| -------------- | ------------- | ------------------------ | ------------------------------------------------- | ---------------------- |
| J1             | -             | 14 de abril de 1995      | (Prototipo S7, renumerado N21 en octubre de 2002) | 16 de marzo de 2019    |
| J2             | Hitachi       | 20 de diciembre de 1996  | 19 de diciembre de 2002                           | 2 de octubre de 2013   |
| J3             | Hitachi       | 24 de enero de 1997      | 24 de diciembre de 2002                           | 30 de octubre de 2013  |
| J4             | Kawasaki HI   | 12 de febrero de 1997    | 19 de septiembre de 2002                          | 8 de febrero de 2016   |
| J5             | Nippon Sharyo | 3 de marzo de 1997       | 29 de octubre de 2002                             | 12 de junio de 2014    |
| J6             | Nippon Sharyo | 17 de marzo de 1997      | 3 de noviembre de 2002                            | 2 de mayo de 2014      |
| J7             | Nippon Sharyo | 5 de octubre de 1998     | 16 de noviembre de 2002                           | 21 de agosto de 2017   |
| J8             | Hitachi       | 20 de octubre de 1998    | 24 de septiembre de 2002                          | 31 de mayo de 2018     |
| J9             | Nippon Sharyo | 23 de noviembre de 1998  | 14 de septiembre de 2002                          | 8 de abril de 2016     |
| J10            | Kawasaki HI   | 17 de diciembre de 1998  | 14 de octubre de 2002                             | 14 de febrero de 2017  |
| J11            | Nippon Sharyo | 6 de septiembre de 1999  | 21 de noviembre de 2002                           | 9 de enero de 2019     |
| J12            | Tokyu Car     | 17 de septiembre de 1999 | 29 de septiembre de 2002                          | 23 de agosto de 2019   |
| J13            | Hitachi       | 5 de octubre de 1999     | 4 de octubre de 2002                              | 27 de abril de 2018    |
| J14            | Kawasaki HI   | 19 de octubre de 1999    | 19 de octubre de 2002                             | 7 de noviembre de 2018 |
| J15            | Tokyu Car     | 5 de noviembre de 1999   | 24 de octubre de 2002                             | 17 de mayo de 2019     |

## Trenes "J" Serie E2-1000 de 10 coches

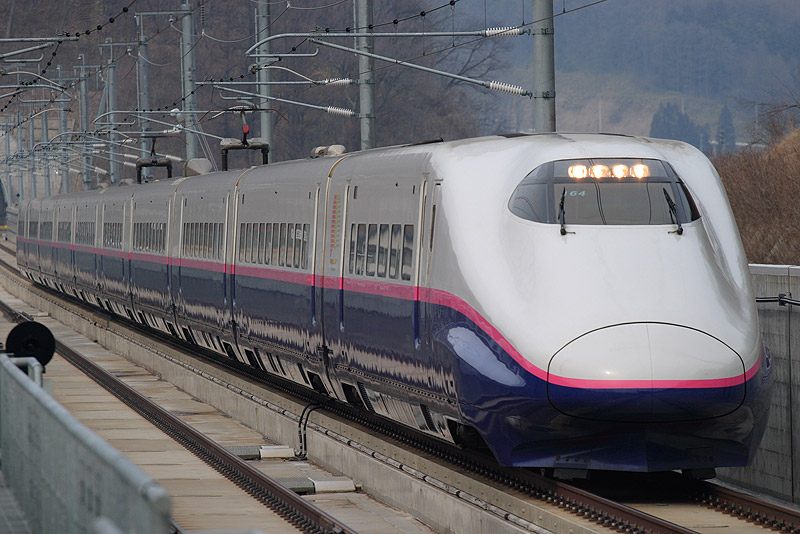
Tren J64 Serie E2-1000 prestando un servicio Hayate en la estación de Iwate-Numakunai en marzo de 2007

El tren prototipo de la serie E2-1000 (unidad J51) se entregó como una composición de 8 coches al Depósito de Sendai a finales de diciembre de 2000, y entró en servicio regular en noviembre de 2001 después de extensas pruebas. Las unidades de la J52 en adelante se entregaron como trenes de 10 coches a partir de julio de 2002, y entraron en servicio en el Tohoku Shinkansen a partir de diciembre de 2002. Estos trenes reemplazaron a los de la Serie 200, incrementando la flota del JR East para su uso en los nuevos servicios Hayate después de la apertura de la extensión Tōhoku Shinkansen a Hachinohe en diciembre de 2002.
La Serie E2-1000 incorporó una serie de mejoras de diseño en comparación con los lotes anteriores. La más notable fue el cambio de las ventanas pequeñas de cada área de asientos por ventanas más anchas similares a las de los trenes de la Serie E4. También se utilizó un nuevo diseño de pantógrafo de un solo brazo con un montaje en forma de perfil aerodinámico que eliminaba la necesidad de emplear cubiertas del pantógrafo. El tren prototipo, denominado J51, estaba equipado con enganches automáticos en ambos extremos, pero los trenes del J52 en adelante dispusieron enganches solo en el extremo norte, como en los trenes E2' anteriores. A diferencia de los conjuntos J anteriores, estas unidades solo son compatibles con la corriente de 50 Hz de las rutas Tohoku y Joetsu Shinkansen. Las puertas con bisagras empotradas de los trenes N y J anteriores se sustituyeron por puertas correderas convencionales. Si bien la unidad J51 se entregó con la misma librea que los trenes de la serie E2 anteriores, las unidades de la J52 en adelante vinieron de fábrica con la nueva librea Hayate, que incluía una franja magenta (en lugar de roja) y un nuevo logotipo de "apple" en lugar del logotipo "viento" que figuraba en el lote original de unidades J y N.
Las bajas de los trenes de la Serie E2-1000 comenzaron en marzo de 2019, empezando con el conjunto J51.
Los trenes se retiraron de los servicios del Joetsu Shinkansen a partir del 18 de marzo de 2023, y se restringieron a los servicios en el Tohoku Shinkansen como resultado de las actualizaciones de velocidad operativa en el Joetsu Shinkansen, cuando se pasó de 240 a 275 km/h (149,1 a 170,9 mph).

### Composición
| Coche No.            | 1         | 2         | 3         | 4         | 5         | 6         | 7         | 8         | 9         | 10        |
| -------------------- | --------- | --------- | --------- | --------- | --------- | --------- | --------- | --------- | --------- | --------- |
| Denominación         | T1c       | M2        | M1        | M2        | M1k       | M2        | M1        | M2        | M1s       | T2c       |
| Numeración           | E223-1000 | E226-1100 | E225-1000 | E226-1200 | E225-1400 | E226-1300 | E225-1100 | E226-1400 | E215-1000 | E224-1100 |
| Capacidad (asientos) | 54        | 100       | 85        | 100       | 75        | 100       | 85        | 100       | 51        | 64        |

Los coches 4 y 6 estaban equipados con pantógrafos de un solo brazo PS207. El coche 1 del tren J51 está numerado como E223-1101.

### Listado de la flota
| Número del tren | Fabricante                                  | Fecha entrega            | Retirada              |
| --------------- | ------------------------------------------- | ------------------------ | --------------------- |
| J51             | Hitachi/Kawasaki HI/Nippon Sharyo/Tokyu Car | 13 de enero de 2001      | 14 de marzo de 2019   |
| J52             | Hitachi                                     | 17 de julio de 2002      | 14 de marzo de 2022   |
| J53             | Kawasaki HI                                 | 5 de agosto de 2002      | 9 de mayo de 2022     |
| J54             | Kawasaki HI                                 | 8 de marzo de 2003       |                       |
| J55             | Hitachi                                     | 7 de noviembre de 2002   | 27 de octubre de 2022 |
| J56             | Hitachi                                     | 23 de noviembre de 2002  | 10 de agosto de 2022  |
| J57             | Nippon Sharyo                               | 4 de octubre de 2003     |                       |
| J58             | Tokyu Car                                   | 11 de septiembre de 2003 |                       |
| J59             | Tokyu Car                                   | 21 de octubre de 2003    |                       |
| J60             | Kawasaki HI                                 | 24 de diciembre de 2003  |                       |
| J61             | Nippon Sharyo                               | 17 de enero de 2004      |                       |
| J62             | Kawasaki HI                                 | 2 de febrero de 2004     |                       |
| J63             | Tokyu Car                                   | 8 de diciembre de 2003   | 31 de mayo de 2023    |
| J64             | Hitachi                                     | 11 de junio de 2003      |                       |
| J65             | Kawasaki HI                                 | 10 de marzo de 2004      |                       |
| J66             | Nippon Sharyo                               | 6 de abril de 2005       |                       |
| J67             | Hitachi                                     | 7 de junio de 2005       |                       |
| J68             | Hitachi                                     | 10 de julio de 2005      |                       |
| J69             | Kawasaki HI                                 | 5 de diciembre de 2005   |                       |
| J70             | Hitachi                                     | 19 de febrero de 2010    |                       |
| J71             | Nippon Sharyo                               | 11 de marzo de 2010      |                       |
| J72             | Hitachi                                     | 12 de abril de 2010      |                       |
| J73             | Kawasaki HI                                 | 10 de mayo de 2010       |                       |
| J74             | Kawasaki HI                                 | 7 de junio de 2010       |                       |
| J75             | Nippon Sharyo                               | 27 de septiembre de 2010 |                       |

## Unidades de preserie
La unidad S7 de la serie E2' anterior a la serie (renumerada como J1 y luego como N21) se entregó en abril de 1995, y la S6 (después numerada como N1) se entregó en junio del mismo año. Visualmente, estas dos unidades diferían de las unidades estándar de producción en serie posteriores por tener grandes protectores de pantógrafo, que se asemejaban al diseño de la Serie 300 original. Posteriormente se cambiaron al diseño actual de perfil más bajo.

## Interior
Los asientos de la Clase Estándar presentan una disposición 2+3, con una distancia entre asientos de 960 mm (37,8 plg); y una disposición 2+2 en la Clase Verde, con una distancia entre asientos de 1160 mm (45,7 plg).

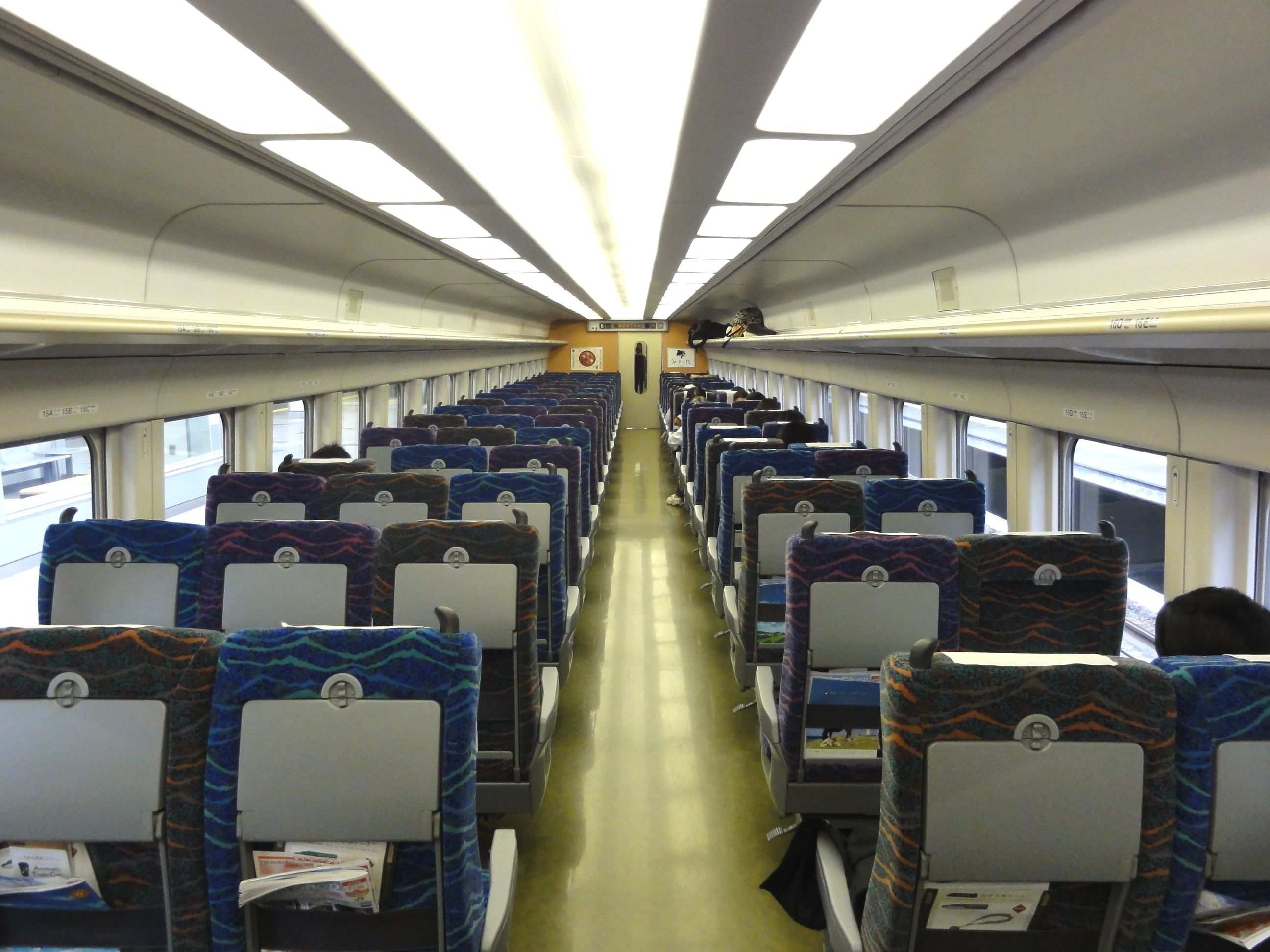
Asientos de Clase Estándar con configuración 3+2
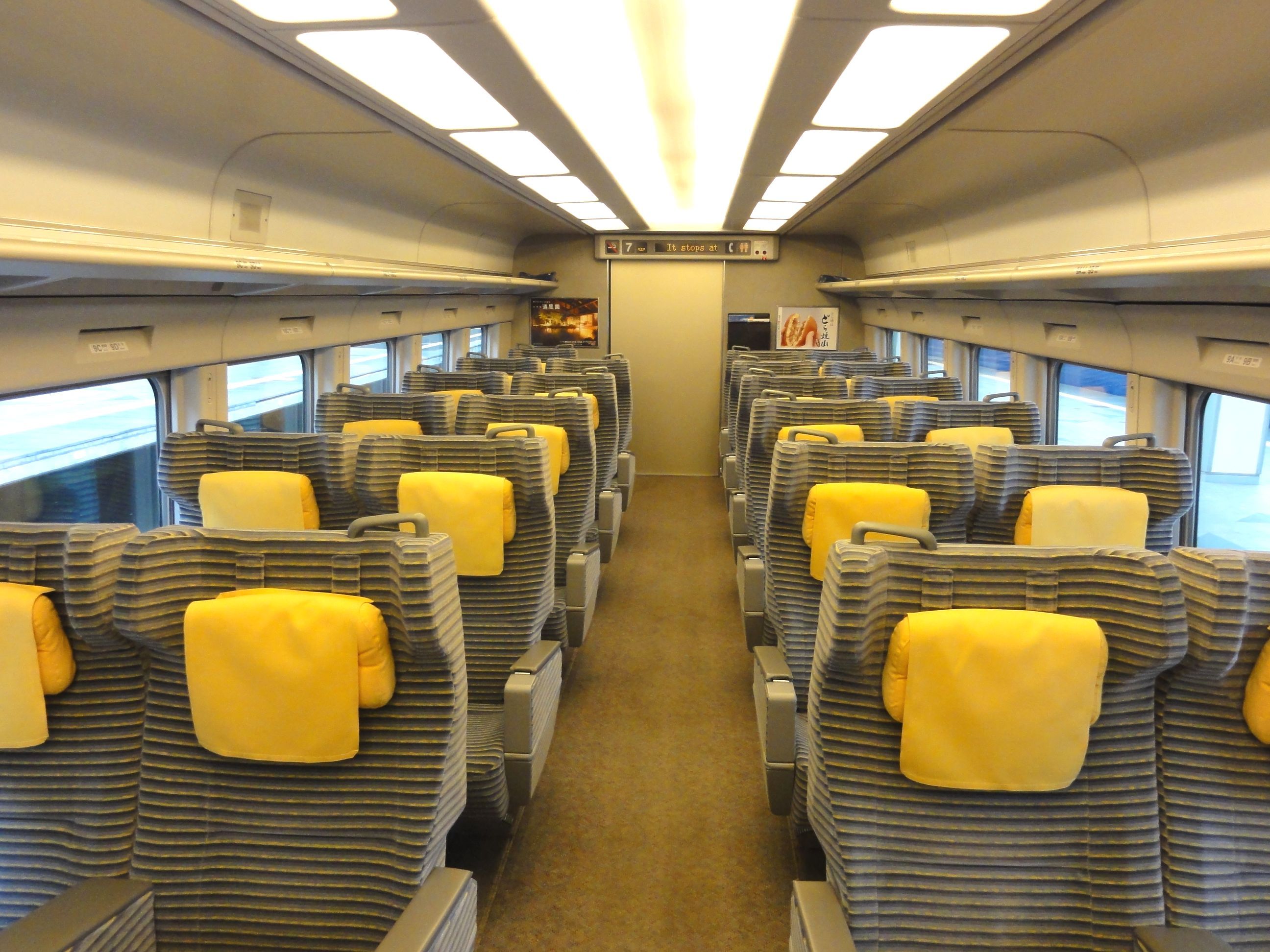
Interior de un coche de Clase Verde con configuración 2+2

## Récord de velocidad
Un tren de la Serie E2-1000 (el J56) batió el récord japonés de velocidad ferroviaria para un tren de producción en serie (es decir, no un tren de prueba especialmente preparado) en abril de 2003, cuando alcanzó una velocidad de 362 km/h (224,9 mph) durante una serie de pruebas de alta velocidad nocturnas entre Urasa y Niigata en el Joetsu Shinkansen.

## Libreas especiales

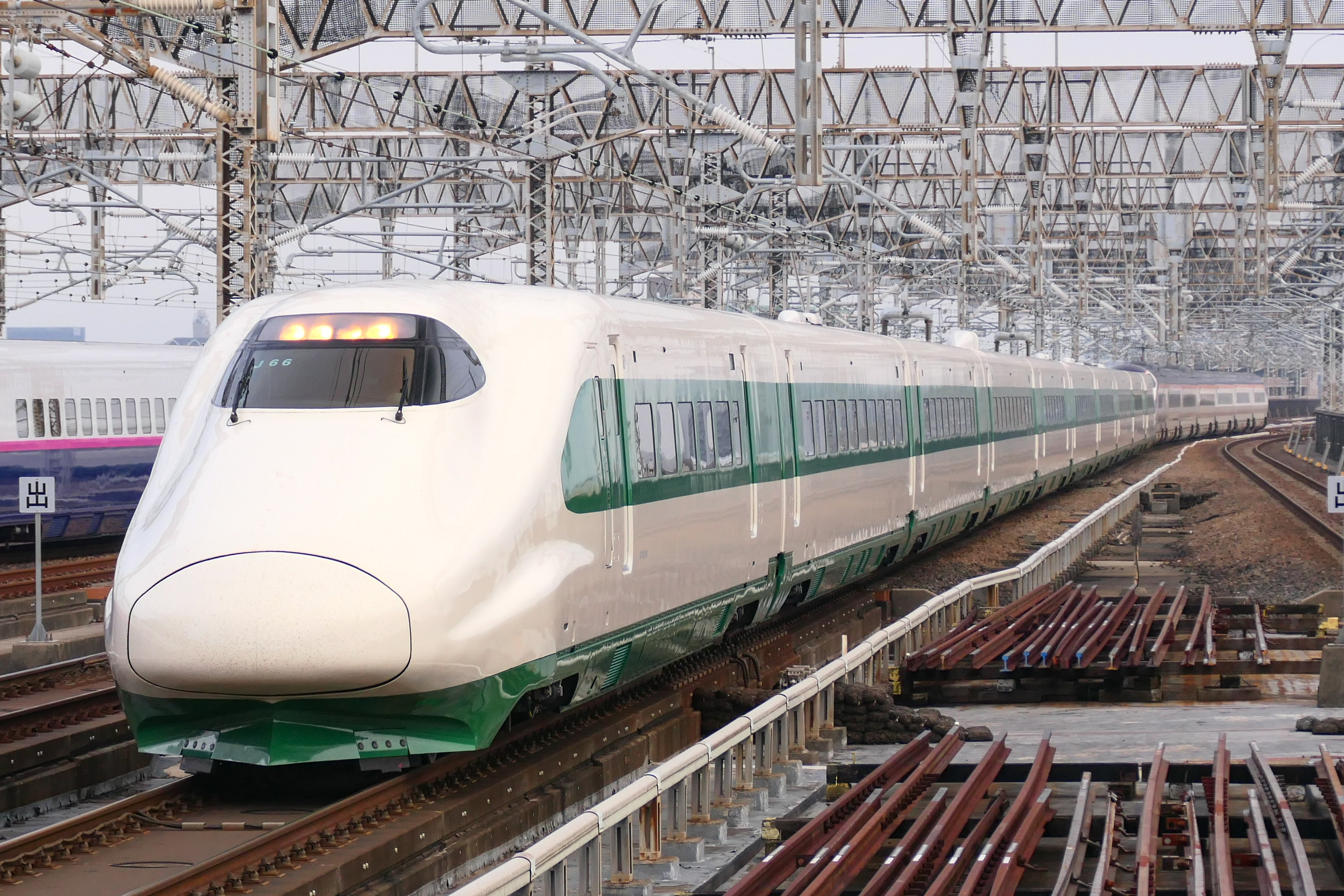
Tren J66 pintado con una librea conmemorativa (junio de 2022)

Para celebrar los 150 años del ferrocarril en Japón, el JR Este anunció que en 2022 pintaría un tren con una librea similar a la de un tren de la Serie 200 cuando entraron en servicio por primera vez en 1982. La librea especial se pintó en el tren J66 y se presentó el 8 de junio de 2022.

## Exportaciones
China encargó una serie de trenes capaces de circular a 250 km/h (155,3 mph) basados en el diseño de la serie E2-1000, renombrados como CRH2, convirtiéndose en el segundo tren Shinkansen exportado después del 700T vendido a Taiwán. La flota de los CRH2 consta de un total de 60 trenes. Las primeras tres composiciones (2001-2003) se construyeron en Japón, los siguientes seis trenes se entregaron en formato kit de ensamblaje (CKD), siendo ensamblados por la compañía CSR Sifang Locomotoras y Material Rodante. Los 51 trenes restantes fueron construidos por Sifang a través de una transferencia de tecnología de Japón. El primer tren llegó al puerto de Qingdao el 8 de marzo de 2006.
Los pedidos posteriores incluyeron 50 trenes adicionales y un nuevo pedido de 140 trenes realizado en 2009 con la empresa conjunta chino-japonesa.

## Retirada
La retirada de los trenes de la Serie E2 comenzó en octubre de 2013, con la baja de las composiciones J2 y J3.

## Ejemplos conservados
El coche E223-23 del tren anteriormente J10 se trasladó del Depósito de Sendai a las instalaciones de la Sanwa Tekki Corporation en Utsunomiya, en febrero de 2017, donde se conserva.
El coche E224-127 del tren anteriormente J14 se trasladó del Depósito de Sendai al parque temático de la ciudad de Hirosawa en Chikusei, Ibaraki, en noviembre de 2018, donde se conserva.